# Bakera nigroclypelli
Bakera nigroclypelli är en insektsart som först beskrevs av Mahmood 1967.  Bakera nigroclypelli ingår i släktet Bakera och familjen dvärgstritar. Inga underarter finns listade i Catalogue of Life.